# Gaston Julia
Gaston Maurice Julia (Sidi Bel Abbes, 3 de fevereiro de 1893 — Paris, 19 de março de 1978) foi um matemático francês.

## Carreira em matemática
Julia ganhou atenção por seu trabalho matemático aos 25 anos, em 1918, quando seu Mémoire sur l'itération des fonctions rationnelles ("Memória sobre a iteração de funções racionais") de 199 páginas foi apresentado no Journal de Mathématiques Pures et Appliquées. Este artigo ganhou imensa popularidade entre os matemáticos e lhe rendeu o Grand Prix des Sciences Mathématiques da Academia Francesa de Ciências em 1918. Mas após esse breve momento de fama, seus trabalhos foram esquecidos até o dia em que Benoit Mandelbrot mencionou-os em seus trabalhos sobre fractais.
Em 19 de março de 1978, Julia morreu em Paris aos 85 anos.

## Livros
- Oeuvres, 6 vols., Paris, Gauthier-Villars 1968-1970 (eds. Jacques Dixmier, Michel Hervé, with foreword by Julia)
- Leçons sur les Fonctions Uniformes à Point Singulier Essentiel Isolé, Gauthier-Villars 1924 (rédigées par P. Flamant)
- Eléments de géométrie infinitésimale, Gauthier-Villars 1927
- Cours de Cinématique, Gauthier-Villars 1928, 2nd edition 1936
- Exercices d'Analyse, 4 vols., Gauthier-Villars, 1928 - 1938, 2nd edition 1944, 1950
- Principes Géométriques d'Analyse, 2 vols., Gauthier-Villars, 1930, 1932
- Essai sur le Développment de la Théorie des Fonctions de Variables Complexes, Gauthier-Villars 1933
- Introduction Mathématique aux Theories Quantiques, 2 vols., Gauthier-Villars 1936, 1938, 2nd edition 1949, 1955
- Eléments d'algèbre, Gauthier-Villars 1959
- Cours de Géométrie, Gauthier-Villars 1941
- Cours de géométrie infinitésimale, Gauthier-Villars, 2nd edition 1953
- Exercices de géométrie, 2 vols., Gauthier-Villars 1944, 1952
- Leçons sur la représentation conforme des aires simplement connexes, Gauthier-Villars 1931, 2nd edition 1950
- Leçons sur la représentation conforme des aires multiplement connexes, Gauthier-Villars 1934
- Traité de Théorie de Fonctions, Gauthier-Villars 1953
- Leçons sur les fonctions monogènes uniformes d'une variable complexe, Gauthier-Villars 1917
- Étude sur les formes binaires non quadratiques à indéterminées réelles ou complexes, ou à indéterminées conjuguées, Gauthier-Villars 1917